# Monnières (Loire-Atlantique)
Monnières (bretonisch: Meliner; Gallo: Monierr) ist eine französische Gemeinde mit 2.341 Einwohnern (Stand: 1. Januar 2022) im Département Loire-Atlantique in der Region Pays de la Loire; sie gehört zum Arrondissement Nantes und zum Kanton Clisson.
Die Einwohner werden Monnièrois genannt.

## Geographie
Monnières liegt etwa 18 Kilometer südöstlich von Nantes. Der Fluss Sèvre Nantaise, in den hier der Sanguèze mündet, begrenzt die Gemeinde im Nordosten.

### Nachbargemeinden
Umgeben ist Monnières von den Nachbargemeinden Le Pallet im Norden und Nordosten, Gorges im Osten und Südosten, Saint-Lumine-de-Clisson im Süden sowie Maisdon-sur-Sèvre im Westen.

## Bevölkerungsentwicklung
| 1962                       | 1968 | 1975 | 1982 | 1990 | 1999 | 2006 | 2017 |
| -------------------------- | ---- | ---- | ---- | ---- | ---- | ---- | ---- |
| 953                        | 941  | 1019 | 1235 | 1379 | 1543 | 1714 | 2239 |
| Quellen: Cassini und INSEE |      |      |      |      |      |      |      |

## Wirtschaft und Infrastruktur
Die Gemeinde gehört zum Weinbaugebiet Gros Plant du Pays Nantais. Hier wird vor allem der Muscadet produziert.

## Sehenswürdigkeiten
- Kirche Sainte-Radegonde, romanischer Kirchbau aus dem 11. Jahrhundert, mit Anbauten aus dem 15. und 17. Jahrhundert

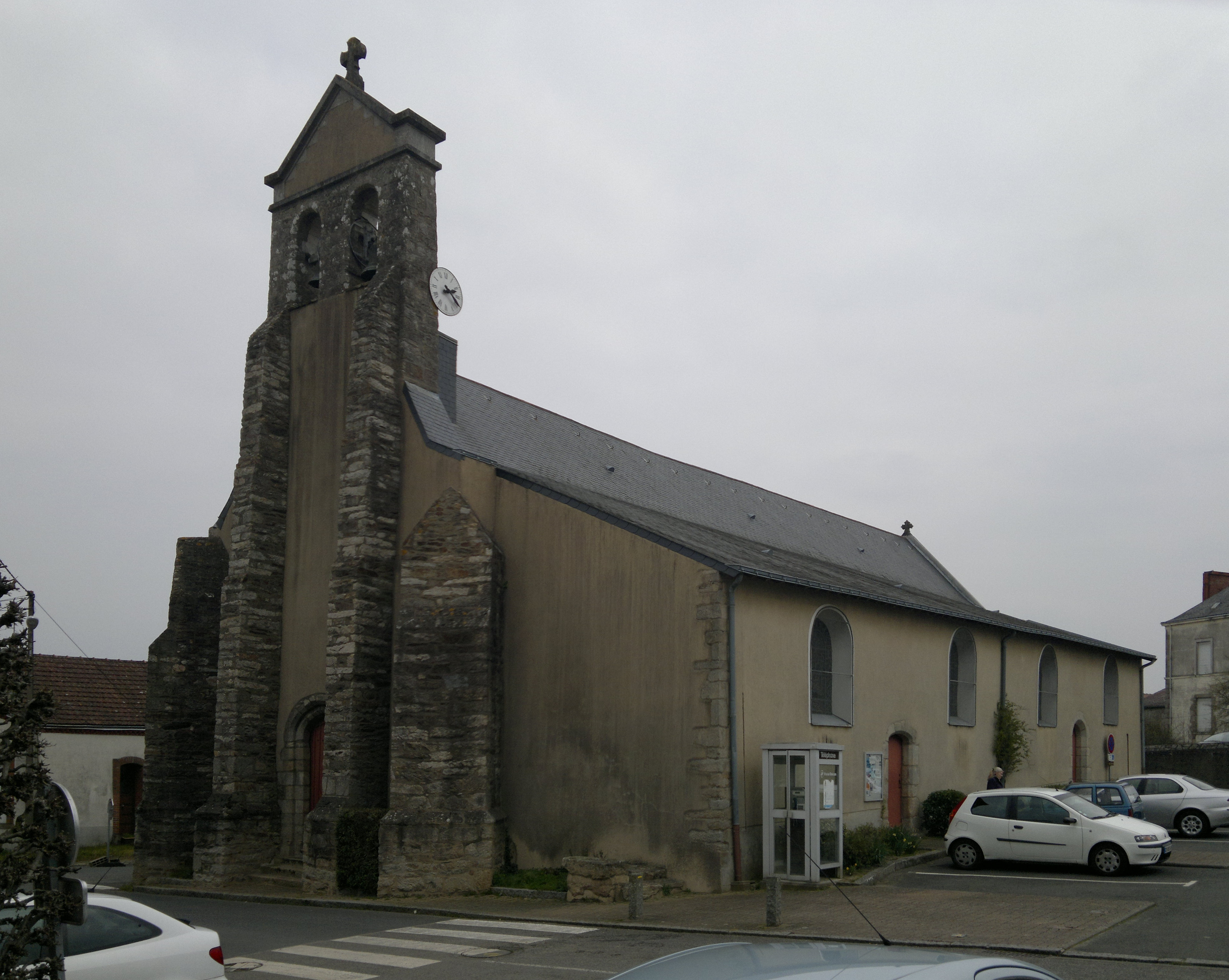
Kirche Sainte-Radegonde

- Windmühlen

## Persönlichkeiten
- Jean Meschinot (1420–1491), bretonischer Dichter